# Global Assembly Cache
Pour les articles homonymes, voir GAC.
Chaque ordinateur sous Windows sur lequel le Common Language Runtime est installé possède un cache de code à l'échelle de l'ordinateur appelé Global Assembly Cache (GAC). Le Global Assembly Cache stocke les assembly spécialement destinés à être partagés entre plusieurs applications sur l'ordinateur.
Il ne faut partager des assembly en les installant dans le Global Assembly Cache qu'en cas de nécessité. En règle générale, il est préférable de garder les dépendances d'assembly privées et de rechercher les assembly dans le répertoire de l'application, à moins que le partage d'un assembly ne soit explicitement requis. En outre, il n'est pas nécessaire d'installer des assembly dans le Global Assembly Cache pour les rendre accessibles à COM Interop ou au code non managé (voir Managed code).